# Горбатый мост (Казань)
Горбатый мост (тат. Бөкре күпер, Bökre küper), мост между Адмиралтейской и Ягодной слободами (тат. Бишбалта белән Ягедни арасындагы күпер, Bişbalta belän Yägedni arasındağı küper) — железобетонный арочный мост через старое русло Казанки в Кировском районе Казани, соединяющий  улицы Иовлева и Табейкина.

## История
Проект железобетонного моста был подготовлен в 1927 года. Общая стоимость строительства составила 350 тыс. рублей. Новый мост должен был заменить деревянный Ягодинский мост, существовавший на этом же месте. Несмотря на аварии по ходу строительства моста, к 1929 году он был построен и открыт для движения, (в том числе и трамвайного — в 1930 году), однако из-за неудовлетворительного состояния моста непосредственно по мосту трамвай ходил не всегда: пассажиры проходили по мосту пешком, а на другом берегу садились в другой вагон. В 1937 году трамвайное движение по мосту было закрыто, вместо него в 1951 году открыто троллейбусное движение.
После строительства Куйбышевской ГЭС Казанка была перенаправлена под Кировскую дамбу, а старое русло оказалось отрезано от него т. н. «Верхней плотиной», по которой прошла трасса Передней улицы (Несмелова), которая отвлекла на себя часть транспорта с моста. В 1960-е или 1970-е мост (троллейбусная линия была перенесена на улицу Несмелова в начале 1970-х) был закрыт для движения транспорта, а в 2009 году и для пешеходов.
В 2015 году президентом Татарстана было предложено отремонтировать мост и восстановить пешеходное движение по нему.
В 2017 году мост был включён в список исторически ценных градоформирующих объектов.
В 2022 принято решение о демонтаже Горбатого моста; затем на его месте предполагается построить точную копию демонтированного моста.

## Общественный транспорт
Через Горбатый мост в разное время ходили трамвай № 5, троллейбусы №№ 4а и 4б, а также автобусные маршруты (на 1949 год — № 2 от площади Куйбышева до слободы Восстания).